# 전(傳) 고종 익선관
전 고종 익선관(傳高宗翼善冠)은 고종의 익선관이라고 전해지는 관모이다. 익선관은 국왕의 상복인 곤룡포와 함께 착용하는 관모로서, 왕이 집무할 때 쓴관이다. 익선관의 착용은 세종 26년 3월에 명나라로부터 면복과 함께 상복삼습과 익선관을 사여 받은데서 비롯되었다.
고려도경 권7 왕복조에 보면 "왕상복 오사고모 착수상포"라는 기록이 있는데, 이 오사고모를 익선관이라고 본다. 왕세자가 익선관을 착용하게 된 것은 조선 세종 때 부터이다.

## 참고자료
- 전(傳) 고종 익선관 - 국가유산청 국가유산포털

 본 문서에는 서울특별시에서 지식공유 프로젝트를 통해 퍼블릭 도메인으로 공개한 저작물을 기초로 작성된 내용이 포함되어 있습니다.